# Bianca Bakke Westhoff
Bianca Bakke Westhoff (bis 2018 Bianca Bakke; * 21. Dezember 2000) ist eine norwegisch-niederländische Skirennläuferin. Sie startet hauptsächlich in den technischen Disziplinen Riesenslalom und Slalom.

## Karriere
Bakke Westhoff wuchs in einer sportbegeisterten Familie auf. Ihr Vater Hans Marius Bakke war in den 1970er Jahren selbst als Skirennläufer aktiv. Bis April 2018 startete sie für die Niederlande, das Heimatland ihrer Mutter. Jedoch entschied sie sich dann aufgrund der besseren Trainingsbedingungen zu einem Nationenwechsel und startet seitdem für Norwegen.
Ihr internationales Renndebüt gab sie am 1. Dezember 2016 bei einem FIS-Riesenslalom in Geilo. Ihr erstes internationales Großereignis bestritt sie wenige Monate später. Bei den Juniorenweltmeisterschaften in Åre erreichte sie als beste Platzierung den 53. Platz im Super-G.
Nach ihrem Verbandswechsel im Frühjahr 2018 startete Bakke Westhoff hauptsächlich bei FIS-Rennen in Norwegen und Schweden sowie vereinzelt im Europacup.
Einen ersten Achtungserfolg erzielte sie, als sie bei den Juniorenweltmeisterschaften 2021 in Bansko den 9. Platz im Slalom belegte.
In der Europacupsaison 2022/23 gelang Bakke Westhoff der Durchbruch. So konnte sie sich im Spitzenfeld etablieren und erreichte am 27. Januar 2023 in Vaujany ihren ersten Podestplatz im Europacup. Sie verpasste schlussendlich den Fixstartplatz für die Weltcupsaison 2023/24 um 20 Punkte.
Am 4. Januar 2023 gab sie beim Slalom von Zagreb ihr Weltcupdebüt, wobei sie jedoch im ersten Durchgang ausschied.
In der Europacupsaison 2023/24 konnte sie nahtlos an die Leistungen der Vorsaison anschließen. So klassierte sie sich bei allen Rennen, in denen sie das Ziel erreichte, in den Top 10. Schlussendlich siegte sie in der Disziplinenwertung im Slalom vor der Schweizerin Nicole Good, wodurch sie einen Fixstartplatz außerhalb des Nationenkontingents im Slalomweltcup für die Saison 2024/25 erhielt.
Im Weltcup gelang Bakke Westhoff am 12. November 2023 erstmals der Sprung in die Punkteränge, als sie beim Slalom von Levi auf Platz 17 landete. Dies ist immer noch ihr bestes Weltcupergebnis.

## Erfolge

### Weltcup
- 4 Platzierungen unter den besten 30

### Juniorenweltmeisterschaften
- Åre 2017: 53. Super-G, 54. Riesenslalom, DNF Slalom, DNF Alpine Kombination
- Narvik 2020: 35. Riesenslalom
- Bansko 2021: 9. Slalom, DNF Riesenslalom

### Europacup
- Saison 2022/23: 4. Slalomwertung, 21. Gesamtwertung
- Saison 2023/24: 1. Slalomwertung, 5. Gesamtwertung
- 5 Podestplätze

### Weitere Erfolge
- Norwegische Vizemeisterin im Slalom (2023 & 2024)
- Norwegische Vizemeisterin im Riesenslalom (2024)